# Eri Hozumiová
Eri Hozumiová (japonsky 穂積 絵莉, Hozumi Eri, * 17. února 1994 Hiracuka, Kanagawa) je japonská profesionální tenistka. Ve své dosavadní kariéře na okruhu WTA Tour vyhrála šest deblových turnajů a tří výher dosáhla také v sérii WTA 125. V rámci okruhu ITF získala pět titulů ve dvouhře a dvacet ve čtyřhře.
Na žebříčku WTA byla ve dvouhře nejvýše klasifikována v listopadu 2014 na 144. místě a ve čtyřhře pak v květnu 2019 na 28. místě. Na juniorském kombinovaném žebříčku ITF figurovala nejvýše v březnu 2011, když jí patřila 38. příčka. Trénují ji Fusako Sugijama a Kuniaki Umeda.
S krajankou Makoto Ninomijovou si zahrála finále čtyřhry French Open 2018, v němž podlehly Češkám Barboře Krejčíkové a Kateřině Siniakové.

## Týmové soutěže

### Billie Jean King Cup
V japonském fedcupovém týmu debutovala v roce 2015 základním blokem 1. skupiny zóny Asie a Oceánie proti Jižní Koreje, v němž vyhrála se Šúko Aojamovou čtyřhru. Japonky zvítězily 3:0 na zápasy. Do dubna 2025 v soutěži nastoupila k dvaceti mezistátním utkáním s bilancí 3–1 ve dvouhře a 15–3 ve čtyřhře.

### Letní olympijské hry
Japonsko reprezentovala na Letních olympijských hrách 2016 v Riu de Janeiru, kde startovala v ženské čtyřhře po boku Misaki Doiové na divokou kartu ITF. V úvodním kole vyřadily nejlepší světový pár a druhé nasazené Francouzky Caroline Garciaovou s Kristinou Mladenovicovou, aby následně skončily na raketách ruské dvojice Darja Kasatkinová a Světlana Kuzněcovová.

### Asijské hry
Na Asijských hrách 2014 v jihokorejském Inčchonu vybojovala po semifinálové prohře s Luksikou Kumkhumovou bronzovou medaili z dvouhry. Další bronzový kov přidala jako členka japonského týmu v soutěži družstev.

## Tenisová kariéra
V juniorské kategorii se s krajankou Mijou Katovou probojovaly do finále čtyřhry Australian Open 2011, v němž podlehly belgicko-nizemskému páru An-Sophie Mestachová a Demi Schuursová.

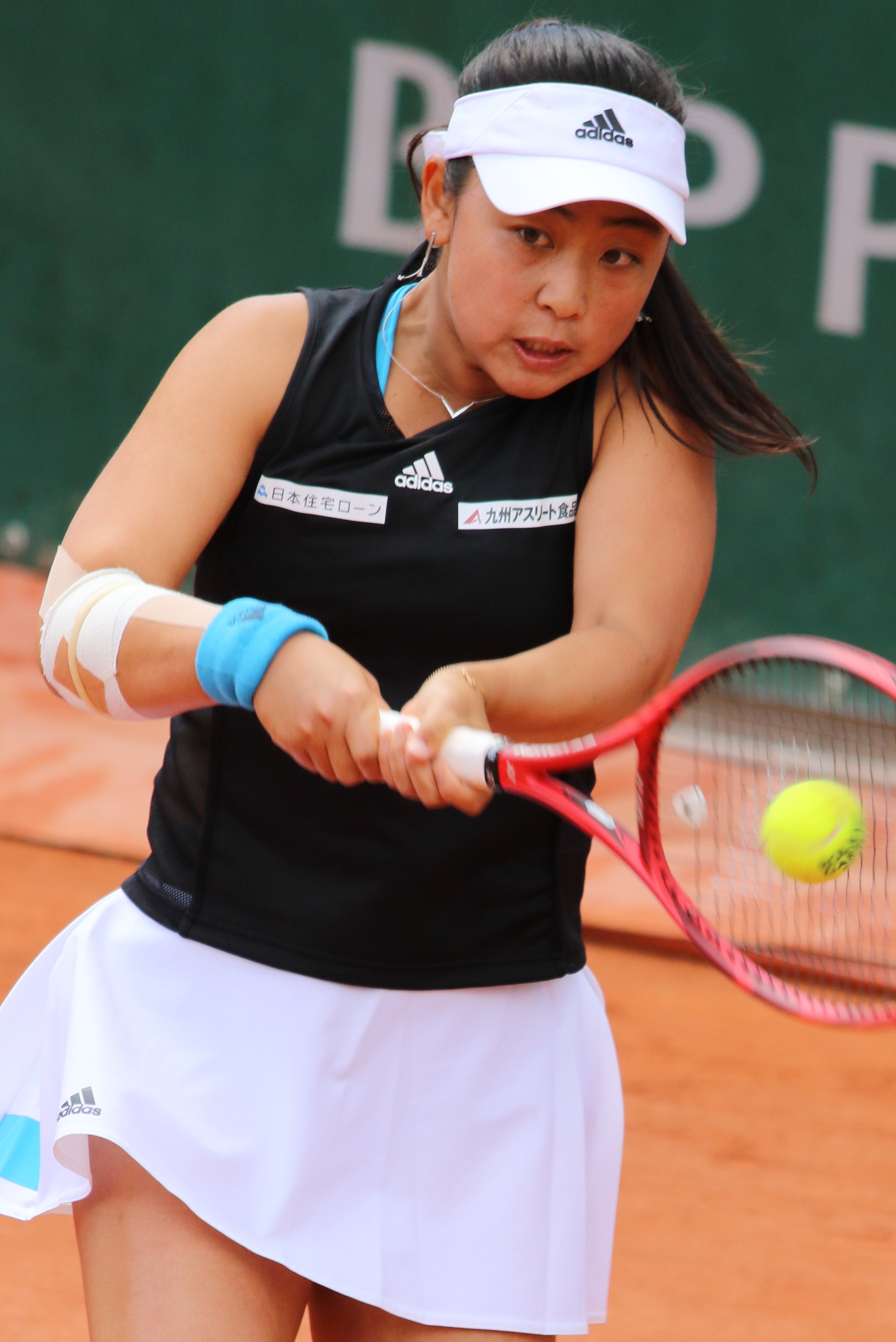
Bekhend na French Open 2019

V rámci hlavních soutěží událostí okruhu ITF debutovala v květnu 2009, když na turnaj v Naganu s dotací 25 tisíc dolarů obdržela divokou kartu. V úvodním kole podlehla krajance Akice Jonemurové poté, co jí odebrala čtyři gamy. Premiérový singlový titul v této úrovni tenisu vybojovala během května 2014 v naganské Karuizawě, události s rozpočtem 25 tisíc dolarů. Ve finále přehrála krajanku Džunri Namigatovou.
Na okruhu WTA Tour debutovala ve dvouhře říjnovým HP Open 2012 v Ósace. Na úvod kvalifikace podlehla kanadské teenagerce a třetí nasazené Eugenii Bouchardové ve třech setech. Hlavní soutěž si poprvé zahrála během dubnového Malaysian Open 2014 v Kuala Lumpuru, kde ji v první fázi zastavila rakouská turnajová čtyřka Patricia Mayrová-Achleitnerová po třísetovém průběhu. Premiérový vítězný zápas si připsala na Japan Women's Open 2014, na němž zdolala Američanku Bethanii Mattekovou-Sandsovou. Ovšem poté nenašla recept na Thajku Luksiku Kumkhumovou.
Premiérové finále na okruhu WTA Tour odehrála ve čtyřhře Taiwan Open 2016, probíhajícím v Kao-siungu. Po boku krajanky Miji Katové odešly poraženy od nejvýše nasazené sesterské dvojice Chao-čching a Jung-žan Čanových. První trofej na túře WTA získala s Katovou v deblové soutěži Katowice Open 2016, když v rozhodujícím duelu zdolaly ruský pár Valentyna Ivachněnková a Marina Melnikovová.
Debut v kvalifikaci nejvyšší grandslamové kategorie zaznamenala na Australian Open 2014, kde po vítězství nad Gruzínkou Sofií Šapatavovou podlehla Černohorce Dance Kovinićové. Do hlavní soutěže dvouhry poprvé postoupila na lednovém Australian Open 2017 poté, co zvládla tříkolové kvalifikační síto. V prvním duelu však Němce Carině Witthöftové odebrala jen pět gamů. Po boku stálé deblové partnerky Miji Katové postoupily v deblové soutěži Australian Open 2017 do semifinále. Ve třetím kole vyřadily čtvrtý nasazený pár Sania Mirzaová a Barbora Strýcová. Ve čtvrtfinále pak na jejich raketách skončila Mirjana Lučićová Baroniová s Andreou Petkovicovou. Před branami finále je však zastavila druhá nasazená dvojice Bethanie Matteková-Sandsová a Lucie Šafářová po třísetovém průběhu.

## Finále na Grand Slamu

### Ženská čtyřhra: 1 (0–1)
| Stav       | rok  | turnaj      | povrch | spoluhráčka       | soupeřky ve finále                    | výsledek |
| ---------- | ---- | ----------- | ------ | ----------------- | ------------------------------------- | -------- |
| Finalistka | 2018 | French Open | antuka | Makoto Ninomijová | Barbora Krejčíková Kateřina Siniaková | 3–6, 3–6 |

## Finále na okruhu WTA Tour

### Čtyřhra: 16 (6–10)
| Legenda                                      |
| -------------------------------------------- |
| Grand Slam (0–1)                             |
| Turnaj mistryň (0)                           |
| Premier Mandatory & Premier 5 / WTA 1000 (0) |
| Premier / WTA 500 (1–1)                      |
| International / WTA 250 (5–9)                |

| Stav       | č.  | datum           | turnaj                      | kategorie     | povrch    | spoluhráčka         | soupeřky ve finále                           | výsledek              |
| ---------- | --- | --------------- | --------------------------- | ------------- | --------- | ------------------- | -------------------------------------------- | --------------------- |
| Finalistka | 1.  | 14. února 2016  | Kao-siung, Tchaj-wan        | International | tvrdý     | Miju Katová         | Čan Chao-čching Čan Jung-žan                 | 4–6, 3–6              |
| Vítězka    | 1.  | 10. dubna 2016  | Katovice, Polsko            | International | tvrdý (h) | Miju Katová         | Valentyna Ivachněnková Marina Melnikovová    | 3–6, 7–5, [10–8]      |
| Finalistka | 2.  | 7. ledna 2018   | Auckland, Nový Zéland       | International | tvrdý     | Miju Katová         | Sara Erraniová Bibiane Schoofsová            | 5–7, 1–6              |
| Finalistka | 3.  | 10. června 2018 | French Open, Paříž, Francie | Grand Slam    | antuka    | Makoto Ninomijová   | Barbora Krejčíková Kateřina Siniaková        | 3–6, 3–6              |
| Vítězka    | 2.  | 16. září 2018   | Hirošima, Japonako          | WTA 250       | tvrdý     | Čang Šuaj           | Miju Katová Makoto Ninomijová                | 6–2, 6–4              |
| Finalistka | 4.  | 11. ledna 2019  | Sydney, Austrálie           | Premier       | tvrdý     | Alicja Rosolská     | Aleksandra Krunićová Kateřina Siniaková      | 1–6, 6–7(3–7)         |
| Finalistka | 5.  | 31. října 2021  | Courmayeur, Itálie          | WTA 250       | tvrdý (h) | Čang Šuaj           | Wang Sin-jü Čeng Saj-saj                     | 4–6, 6–3, [5–10]      |
| Vítězka    | 3.  | 14. ledna 2022  | Adelaide, Austrálie         | WTA 250       | tvrdý     | Makoto Ninomijová   | Tereza Martincová Markéta Vondroušová        | 1–6, 7–6(7–4), [10–7] |
| Vítězka    | 4.  | 21. května 2022 | Rabat, Maroko               | WTA 250       | antuka    | Makoto Ninomijová   | Monica Niculescuová Alexandra Panovová       | 6–7(7–9), 6–3, [10–8] |
| Vítězka    | 5.  | 25. června 2022 | Bad Homburg, Německo        | WTA 250       | tráva     | Makoto Ninomijová   | Alicja Rosolská Erin Routliffeová            | 6–4, 6–7(5–7), [10–5] |
| Finalistka | 6.  | červen 2023     | Bad Homburg, Německo        | WTA 250       | tráva     | Monica Niculescuová | Ingrid Gamarra Martinsová Lidzija Marozavová | 0–6, 6–7(3–7)         |
| Finalistka | 7.  | 23. září 2023   | Kanton, Čína                | WTA 250       | tvrdý     | Makoto Ninomijová   | Kuo Chan-jü Ťiang Sin-jü                     | 3–6, 6–7(4–7)         |
| Finalistka | 8.  | 22. října 2023  | Nan-čchang, Čína            | WTA 250       | tvrdý     | Makoto Ninomijová   | Laura Siegemundová Věra Zvonarevová          | 4–6, 2–6              |
| Finalistka | 9.  | 24. srpna 2024  | Cleveland, Spojené státy    | WTA 250       | tvrdý     | Šúko Aojamová       | Cristina Bucșová Sü I-fan                    | 6–3, 3–6, [6–10]      |
| Vítězka    | 6.  | říjen 2024      | Tokio, Japonsko             | WTA 500       | tvrdý     | Šúko Aojamová       | Ena Šibaharaová Laura Siegemundová           | 6-4, 7-6(4–7)         |
| Finalistka | 10. | říjen 2024      | Hongkong, Čína              | WTA 250       | tvrdý     | Šúko Aojamová       | Ulrikke Eikeriová Makoto Ninomijová          | 4–6, 6–4, [9–11]      |

## Finále série WTA 125
| Legenda                  |
| ------------------------ |
| D – dvouhra; Č – čtyřhra |
| WTA 125 (3–5 Č)          |

### Čtyřhra: 8 (3–5)
| Stav       | č. | datum              | turnaj                  | povrch | spoluhráčka          | soupeřky ve finále                   | výsledek              |
| ---------- | -- | ------------------ | ----------------------- | ------ | -------------------- | ------------------------------------ | --------------------- |
| Finalistka | 1. | 10. srpna 2013     | Su-čou, Čína            | tvrdý  | Chan Sin-jün         | Tímea Babosová Michaëlla Krajiceková | 2–6, 2–6              |
| Finalistka | 2. | 1. září 2014       | Su-čou, Čína            | tvrdý  | Misa Egučiová        | Čan Ťin-wej Čuang Ťia-žung           | 1–6, 6–3, [7–10]      |
| Vítězka    | 1. | 27. listopadu 2016 | Honolulu, Spojené státy | tvrdý  | Miju Katová          | Nicole Gibbsová Asia Muhammadová     | 6–7(3–7), 6–3, [10–8] |
| Finalistka | 3. | 26. listopadu 2017 | Honolulu, Spojené státy | tvrdý  | Asia Muhammadová     | Sie Šu-wej Sie Jü-ťie                | 1–6, 6–7(3–7)         |
| Vítězka    | 2. | srpen 2021         | Chicago, Spojené státy  | tvrdý  | Peangtarn Plipuečová | Mona Barthelová Sie Jü-ťie           | 7–5, 6–2              |
| Vítězka    | 3. | květen 2022        | Saint-Malo, Francie     | antuka | Makoto Ninomijová    | Estelle Cascinová Jessika Ponchetová | 7–6(7–1), 6–1         |
| Finalistka | 4. | květen 2023        | Saint-Malo, Francie     | antuka | Ulrikke Eikeriová    | Greet Minnenová Bibiane Schoofsová   | 6–7(7–9), 6–7(3–7)    |
| Finalistka | 5. | červenec 2023      | Båstad, Švédsko         | antuka | Čang Su-džong        | Irina Chromačovová Panna Udvardyová  | 6–4, 3–6, [5–10]      |

## Finále na okruhu ITF
| Dotace turnajů okruhu ITF | Dotace turnajů okruhu ITF |
| ------------------------- | ------------------------- |
| 100 000 $ tournaments     | 80 000 $ tournaments      |
| 75 000 $ tournaments      | 60 000 $ tournaments      |
| 50 000 $ tournaments      | 25 000 $ tournaments      |
| 15 000 $ tournaments      | 10 000 $ tournaments      |

### Dvouhra: 11 (5–6)
| Stav       | č. | datum             | turnaj               | povrch  | soupeřka ve finále    | výsledek           |
| ---------- | -- | ----------------- | -------------------- | ------- | --------------------- | ------------------ |
| Vítězka    | 1. | 26. května 2013   | Karuizawa, Japonsko  | tráva   | Džunri Namigatová     | 7–6, 6–3           |
| Finalistka | 1. | 8. září 2013      | Noto, Japonsko       | tráva   | Doroteja Erićová      | 0–6, 3–6           |
| Finalistka | 2. | 27. října 2013    | Hamamacu, Japonsko   | tráva   | Šúko Aojamová         | 6–7, 6–1           |
| Finalistka | 3. | 19. května 2014   | Kurume, Japonsko     | tráva   | Wang Čchiang          | 3–6, 1–6           |
| Vítězka    | 2. | 9. listopadu 2014 | Bendigo, Austrálie   | tvrdý   | Risa Ozakiová         | 7–6(7–5), 5–7, 6–2 |
| Finalistka | 4. | 17. května 2015   | Kurume, Japonsko     | tráva   | Nao Hibinová          | 3–6, 1–6           |
| Finalistka | 5. | 2. listopadu 2015 | Canberra, Austrálie  | tvrdý   | Asia Muhammadová      | 4–6, 3–6           |
| Vítězka    | 3. | 20. března 2016   | Canberra, Austrálie  | antuka  | Destanee Aiavová      | 6–3, 3–6, 7–6(7–3) |
| Finalistka | 6. | 24. června 2017   | İzmir, Turecko       | tvrdý   | Mihaela Buzărnescuová | 1–6, 0–6           |
| Vítězka    | 4. | 2. října 2017     | Toowoomba, Austrálie | tvrdý   | Astra Sharmaová       | 7–5, 6–2           |
| Vítězka    | 5. | 21. října 2019    | Hamamacu, Japonsko   | koberec | Paula Badosová        | 7–6(7–1), 4–5skreč |

### Čtyřhra (20 titulů)
| č.  | datum              | turnaj                   | povrch      | spoluhráčka         | poražené finalistky                          | výsledek                 |
| --- | ------------------ | ------------------------ | ----------- | ------------------- | -------------------------------------------- | ------------------------ |
| 1.  | 1. dubna 2012      | Nišitama, Japonsko       | tvrdý       | Remi Tezuková       | Kazusa Itová Juka Moriová                    | 6–4, 6–7, [7–10]         |
| 2.  | 2. července 2012   | Pattaya, Thajsko         | tvrdý       | Mari Tanaková       | Dianne Hollandsová Tyra Calderwoodová        | 4–6, 6–4, 12–10          |
| 3.  | 15. října 2012     | Makinohara, Japonsko     | tráva       | Miju Katová         | Monique Adamczaková Caroline Garciaová       | 7–6(8–6), 6–3            |
| 4.  | 15. června 2013    | Buchara, Uzbekistán      | tvrdý       | Makoto Ninomijová   | Angelina Gabujevová Veronika Kapšajová       | 3–6, 7–5, [10–8]         |
| 5.  | 8. září 2013       | Noto, Japonsko           | tráva       | Makoto Ninomijová   | Kazusa Itová Juka Moriová                    | 6–4, 6–4                 |
| 6.  | 19. října 2013     | Makinohara, Japonsko     | tráva       | Makoto Ninomijová   | Niča Lertpitaksinčajová Peangtarn Plipuečová | 6–1, 6–2                 |
| 7.  | 30. prosince 2013  | Hongkong, ČLR            | tvrdý       | Misa Egučiová       | Zarina Dijasová Čang Ling                    | 6–4, 6–2                 |
| 8.  | 17. února 2014     | Surprise, USA            | tvrdý (h)   | Šúko Aojamová       | Sanaz Marandová Ashley Weinholdová           | 6–3, 7–5                 |
| 9.  | 5. května 2014     | Fukuoka, Japonsko        | tráva       | Šúko Aojamová       | Naomi Broadyová Eleni Daniilidou             | 6–3, 6–4                 |
| 10. | 22. listopadu 2014 | Tojota, Japonsko         | koberec (h) | Makoto Ninomijová   | Šúko Aojamová Džunri Namigatová              | 6–3, 7–5                 |
| 11. | 28. března 2015    | Čchüan-čou, ČLR          | tvrdý       | Makoto Ninomijová   | Hiroko Kuwatová Džunri Namigatová            | 6–3, 6–7(2–7), [10–2]    |
| 12. | 17. října 2015     | Toowoomba, Austrálie     | tvrdý       | Misa Egučiová       | Veronica Corningová Jessica Wacniková        | 4–6, 7–5, [10–5]         |
| 13. | 31. října 2015     | Nanking, ČLR             | tvrdý       | Šúko Aojamová       | Čan Ťin-wej Čang Kchaj-lin                   | 7–5, 6–7(7–9), [10–7]    |
| 14. | 2. listopadu 2015  | Canberra, Austrálie      | tvrdý       | Misa Egučiová       | Lauren Embreeová Asia Muhammadová            | 7–6(15–13), 1–6, [14–12] |
| 15. | 2. května 2016     | Gifu, Japonsko           | tvrdý       | Miju Katová         | Hiroko Kuwatová Ajaka Okunová                | 6–1, 6–2                 |
| 16. | 6. května 2017     | Gifu, Japonsko           | tvrdý       | Miju Katová         | Katy Dunneová Julia Glušková                 | 6–4, 6–2                 |
| 17. | 12. května 2017    | Řím, Itálie              | antuka      | Miju Katová         | Jekatěrine Gorgodzeová Melanie Stokkeová     | 6–1, 6–4                 |
| 18. | 6. října 2019      | Pula, Itálie             | antuka      | Juki Naitóová       | Amina Anšbová Anastasia Dețiuc               | 6–4, 7–6(7–1)            |
| 19. | 24. února 2019     | Kjóto, Japonsko          | tvrdý (h)   | Mojuka Učidžimová   | Čchen Pchej-süan Wu Fang-sien                | 6–4, 6–3                 |
| 20. | červenec 2021      | Palma del Río, Španělsko | tvrdý       | Valeria Savinychová | Himari Satóová Lulu Sunová                   | 7–6(6), 6–3              |

## Finále na juniorském Grand Slamu

### Čtyřhra juniorek: 1 (0–1)
| Stav       | rok  | turnaj          | povrch | spoluhráčka | soupeřky ve finále                   | výsledek |
| ---------- | ---- | --------------- | ------ | ----------- | ------------------------------------ | -------- |
| Finalistka | 2011 | Australian Open | tvrdý  | Miju Katová | Demi Schuursová An-Sophie Mestachová | 2–6, 3–6 |

## Postavení na konečném žebříčku WTA

### Dvouhra
| Rok    | 2012 | 2013   | 2014   | 2015   | 2016   | 2017   | 2018   | 2019   | 2020   | 2021   | 2022   | 2023   | 2024 |
| Pořadí | 403. | ▲ 218. | ▲ 170. | ▼ 193. | ▼ 215. | ▲ 172. | ▼ 293. | ▼ 361. | ▼ 373. | ▼ 402. | ▼ 572. | ▼ 660. | —    |

### Čtyřhra
| Rok    | 2012 | 2013   | 2014   | 2015  | 2016  | 2017  | 2018  | 2019  | 2020   | 2021  | 2022  | 2023  | 2024  |
| Pořadí | 331. | ▲ 177. | ▲ 142. | ▲ 83. | ▲ 54. | ▲ 43. | ▲ 31. | ▼ 83. | ▼ 144. | ▲ 67. | ▲ 37. | ▼ 48. | ▲ 45. |